# Niki (film)
Niki (Six Weeks) è un film del 1982 diretto da Tony Bill.
Il film è l'adattamento cinematografico dell'omonimo romanzo del 1976 di Fred Mustard Stewart.

## Trama
Charlotte Dreyfus è la ricca proprietaria di un'industria cosmetica e sua figlia Nicole è una talentuosa ballerina e pattinatrice dodicenne prossima alla morte a causa della leucemia. Nicole e Charlotte diventano amiche del politico Patrick Dalton e visto che alla bambina restano solo sei settimane di vita i tre partono per New York affinché la piccola possa esaudire alcuni desideri prima di morire. Qui Nicole corona il sogno didanzare nel ruolo di Clara ne Lo Schiaccianoci al Metropolitan e di sciare al Rockfeller Center prima di soccombere alla malattia.

## Distribuzione
Il film esordì nelle sale statunitensi il 17 dicembre 1982.

## Riconoscimenti
- 1983 - Golden Globe[2]
  - Candidatura alla miglior attrice debuttante a Katherine Healy
  - Candidatura alla migliore colonna sonora originale per Dudley Moore